# Pierre Beuffeuil
Pierre Beuffeuil   (L'Éguille, 30 d'octubre de 1934) és un ciclista francès, ja retirat, que fou professional entre 1956 i 1967. En el seu palmarès destaquen la victòria en dues etapes del Tour de França, el 1960 i 1966.

## Palmarès
- 1955
  - 1r del Gran Premi de Montamisé
- 1956
  - 1r del Premi de Vergt
  - 1r del Premi de Pompadour
  - 1r del Premi d'Ontron
- 1958
  - 1r del Gran Premi de l'Astarac a Mirande
- 1959
  - 1r del Premi d'Auzances
  - 1r del Premi de Plougonver
  - 1r del Premi de Querrien
- 1960
  - 1r del Premi de Bourcefranc
  - Vencedor d'una etapa al Tour de França
- 1961
  - 1r del Premi de Quillan
- 1962
  - 1r del Premi de Guéret
  - 1r del Premi de Maël-Pestivien
- 1965
  - 1r del Premi de Chaniers
- 1966
  - Vencedor d'una etapa al Tour de França
- 1967
  - 1r del Premi de Querrien
- 1968
  - 1r del Premi de Saint-Thomas d'Harcouët

### Resultats al Tour de França
- 1956. 31è de la classificació general
- 1960. 31è de la classificació general i vencedor d'una etapa
- 1961. 28è de la classificació general
- 1962. 50è de la classificació general
- 1963. 47è de la classificació general
- 1966. 71è de la classificació general i vencedor d'una etapa